# Tramwaje w Bordeaux

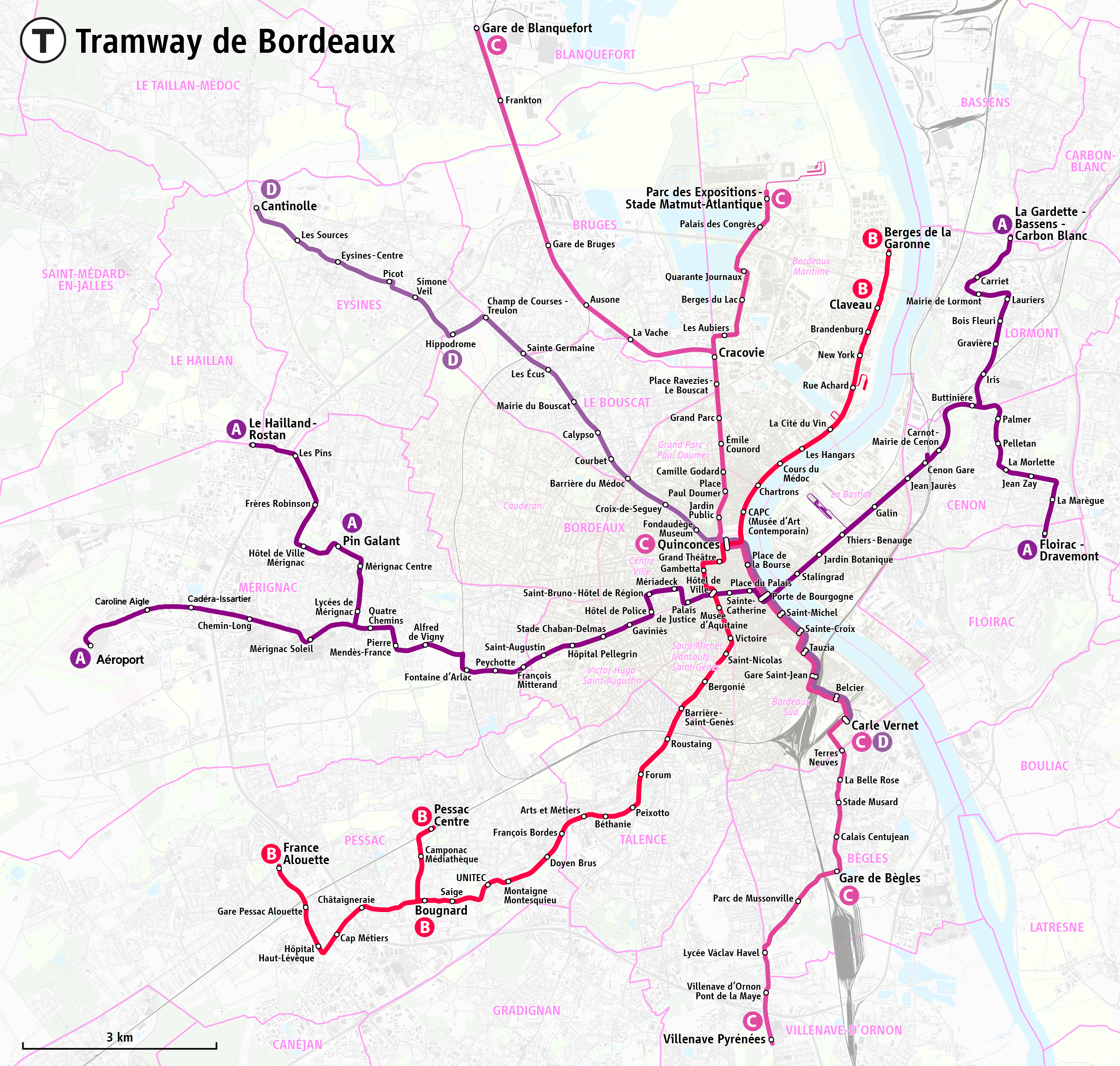
Plan sieci bordoskiego tramwaju

Tramwaje w Bordeaux - sieć tramwajowa w mieście Bordeaux w departamencie  Żyronda we Francji. Sieć działa od 21 grudnia 2003 i składa się z trzech linii. Pod względem historycznym jest to druga sieć w mieście, poprzednia działała w latach 1880 - 1958. Obecna sieć zasilana jest z poziomu ziemi na odcinku w ścisłym centrum miasta i jest to pierwsze na świecie zastosowaniem tej technologii. Pozostała część zasilana jest z napowietrznej sieci trakcyjnej. 

## Historia
Pierwsza linia tramwajowa została oddana do użytku w roku 1880. Elektryfikację sieci rozpoczęto w r. 1899. W r. 1946 system składał się z 38 linii o łącznej długości 200 km i przewoził 160 tys. pasażerów dziennie. Od r. 1947 sukcesywnie ograniczano liczbę kursów celem zmniejszenia poboru energii elektrycznej i zastępowano tramwaje komunikacją autobusową. Sieć zlikwidowano w r. 1958.

## Sieć współczesna
Pierwszy, nieoficjalny jeszcze projekt sieci tramwajowej powstał w r. 1975, dopiero jednak w r. 1997, kiedy merem miasta został Alain Juppé. Projekt ogłoszono publicznym w roku 2000 i zakładał wybudowanie 44 km linii w dwóch etapach, pierwszy 2000 - 2003 i drugi 2004 - 2008. Pierwszy etap polegał na wybudowaniu 24,5 km linii i 53 przystanków. Pierwszą linię, nazwaną A, otworzono w grudniu 2003 i połączyła ona Saint-Augustin i Lauriers - La Moriette. Linie B i C oddano do użytku w roku 2004: B przebiegało między Quincones i Bougnard, C - między Quincones a Gare Saint-Jean. Do roku 2008 zakończono budowę wszystkich trzech linii. Dzięki inwestycji powstała sieć licząca 44 km tras. Następnie podjęto się realizacji 3. etapu, który miał zostać zakończony w 2020 r. W ramach tego etapu zaplanowano budowę łącznie 33 km tras, w tym rozbudowę istniejących linii A-C oraz budowę nowej linii D. W ramach 3 etapu oddano do eksploatacji następujące odcinki:
- 1 lutego 2014, linia C, odcinek Les Aubiers - Berges du Lac o długości 0,7 km[2],[12];
- 20 czerwca 2014, linia B, odcinek Claveau - Berges de la Garonne  długości 0,8 km[13];
- 24 stycznia 2015, linia A, odcinek Mérignac Centre - Le Hallain Rostand o długości 3,6 km[14];
- 24 stycznia 2015, linia C, odcinek Berges du Lac - Parc des Expositions o długości 2,8 km[2],[12];
- 16 marca 2015, linia C, odcinek Bègles Terres Neuves - Lycée V. Havel o długości 3,7 km[2];
- 22 czerwca 2015, linia B, odcinek Bougnard - France-Alouette o długości 3,5 km[15],[2];
- 17 grudnia 2016, linia C, odcinek Cracovie - Gare de Blanquefort o długości 7,2 km[16];
- 2 lutego 2019, linia C, odcinek Lycée V. Havel - Villenave Pyrénées o długości 1,4 km[17];
- 14 grudnia 2019, linia D, odcinek Quinconces - Mairie du Bouscat o długości 3,5 km[18];
- 29 lutego 2020, linia D, odcinek Mairie du Bouscat - Eysines Cantinolle o długości 5,5 km[19];
- 29 kwietnia 2023, linia A, odcinek Quatre-Chemins - Mérignac Aéroport o długości 4,7 km[20].

## Linie[2]
- A: Le Haillan Rostand / Aéroport — La Gardette Bassens Carbon-Blanc / Floirac Dravemont
- B: Berges de la Garonne — France Alouette / Pessac Centre
- C: Gare de Blanquefort / Parc des Expositions — Villenave Pyrénées
- D: Eysines Cantinolle — Carle Vernet

## Tabor
Do obsługi rozległej sieci tramwajowej zamówiono w kilku partiach łącznie 130 tramwajów, wszystkie w Alstomie. Większość (118 wagonów) stanowią tramwaje o długości 44 m, oprócz nich eksploatowanych jest także 12 wagonów o długości 33 m.